# Rickmansworth
Pour les articles homonymes, voir Rickmansworth (homonymie).
Rickmansworth est une ville du district de Three Rivers dans le comté de Hertfordshire, au Royaume-Uni. 

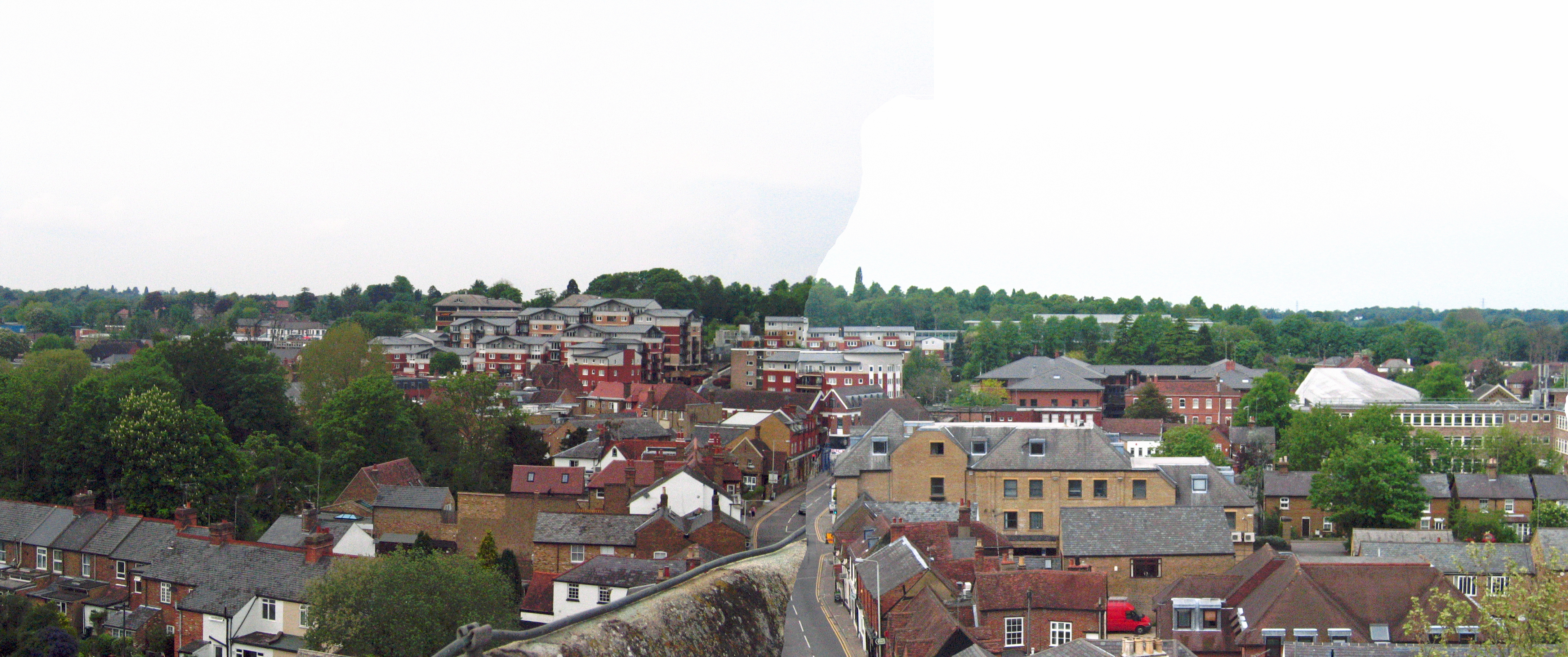
Vue de la ville depuis le clocher de l'église St Mary's.

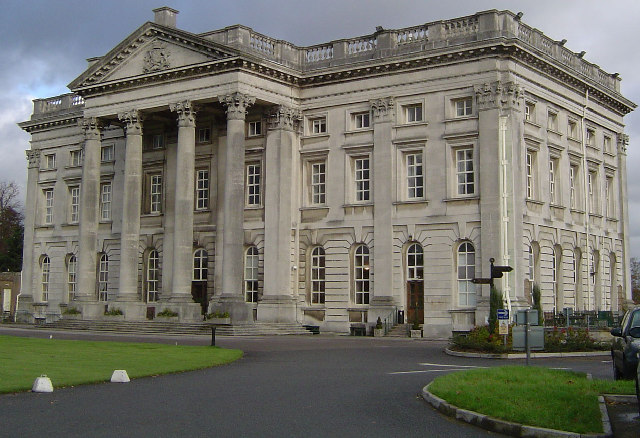
Moor Park Mansion.

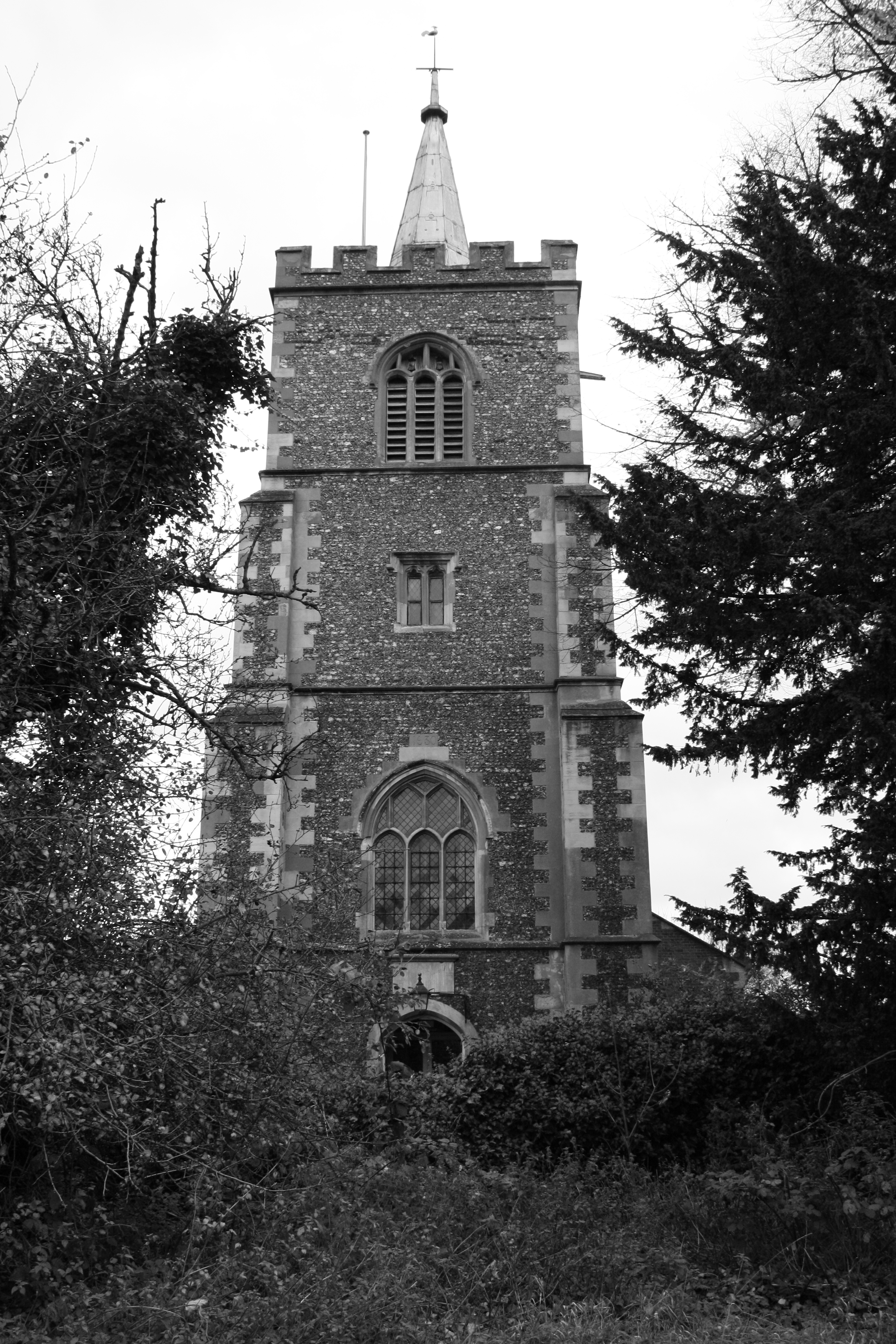
L'église St Mary's.